# Gouvernement Kishida I
Pour les articles homonymes, voir Gouvernement Kishida II.
État du Japon
99e cabinet
(Suga) 101e cabinet
(Kishida II)
Le gouvernement Kishida I (第1次岸田内閣, dai-ichi-ji Kishida naikaku) est le 100e gouvernement de l'État du Japon du 4 octobre au 10 novembre 2021, durant la 48e législature de la Chambre des représentants.
Il est dirigé par Fumio Kishida, président du Parti libéral-démocrate, successeur de Yoshihide Suga après sa démission annoncée un mois plus tôt. Il succède au gouvernement Suga en cours de mandat. Il prend fin après les élections législatives du 31 octobre 2021 et la formation, lors de l'ouverture de la 49e législature le 10 novembre suivant, du gouvernement Kishida II.

## Historique du mandat
Ce gouvernement est dirigé par le Premier ministre Fumio Kishida, précédemment ministre des affaires étrangères. Il est constitué d'une coalition de centre droit entre le Parti libéral-démocrate (PLD) et le Kōmeitō. Ensemble, ils disposent de 313 députés sur 465, soit 67,3 % des sièges de la Chambre des représentants.
Il est formé à la suite de la démission de Yoshihide Suga, au pouvoir depuis septembre 2020.
Il succède donc au gouvernement Suga.

### Formation
Le 3 septembre 2021, Suga annonce sa démission prochaine. Son successeur est désigné le 29 septembre lors de l'élection de son remplaçant à la présidence du Parti libéral-démocrate : l'ancien ministre des affaires étrangères Fumio Kishida l'emporte sur l'ancien ministre des Affaires étrangères et ancien ministre de la Défense Tarō Kōno, l'ex-ministre des Affaires intérieures et des Communications Sanae Takaichi et l'ex-ministre japonaise des Affaires intérieures et des Communications Seiko Noda.
Kishida est formellement élu Premier ministre le 4 octobre par la Chambre des représentants.

### Élections législatives de 2021
Dès sa prise de fonction Kishida convoque les élections législatives pour le 31 octobre 2021,,.
Comme attendu, le scrutin est une victoire pour le Parti libéral-démocrate (PLD) du Premier ministre Fumio Kishida, malgré un recul de la formation, qui conserve néanmoins la majorité absolue, confortée par son allié, le Kōmeitō, qui progresse quant à lui légèrement. Certains échecs de personnalités du PLD, notamment du secrétaire général Akira Amari, poussent Kishida à réaliser certains ajustements au sein de la direction du mouvement comme dans son gouvernement : ainsi, il charge le 4 novembre 2021 Toshimitsu Motegi de remplacer Amari et prend alors l'intérim du ministère des Affaires étrangères laissé vacant par Motegi.
Lors de l'ouverture de la 49e législature de la Chambre des représentants du Japon le 10 novembre 2021, Fumio Kishida est réélu Premier ministre et présente son nouveau cabinet.

## Composition
- Les nouveaux ministres sont indiqués en gras, ceux ayant changé d'attributions en italique[6],[7].

| Fonction | Titulaire | Titulaire | Titulaire                               | Parti   |
| --- | --------- | --------- | --------------------------------------- | ------- |
| Premier ministre |           |           | Fumio Kishida                           | PLD     |
| Ministre des Affaires intérieures et des Communications |           |           | Yasushi Kaneko                          | PLD     |
| Ministre de la Justice |           |           | Yoshihisa Furukawa                      | PLD     |
| Ministre des Affaires étrangères |           |           | Toshimitsu Motegi (jusqu'au 04/11/2021) | PLD     |
| Ministre des Affaires étrangères |           |           | Fumio Kishida (a.i.)                    | PLD     |
| Ministre des Finances Ministre auprès du Premier ministre, chargé des Services financiers Ministre chargé de la Politique contre la déflation |           |           | Shunichi Suzuki                         | PLD     |
| Ministre de l'Éducation, de la Culture, des Sports, des Sciences et des Technologies Ministre chargé de la Revitalisation éducative Membre du Comité de liaison et de coordination de la Bibliothèque de la Diète |           |           | Shinsuke Suematsu                       | PLD     |
| Ministre de la Santé, du Travail et des Affaires sociales Ministre chargé de la Réforme des méthodes de travail |           |           | Shigeyuki Goto                          | PLD     |
| Ministre de l'Agriculture, des Forêts et de la Pêche |           |           | Genjirō Kaneko                          | PLD     |
| Ministre de l'Économie, du Commerce et de l'Industrie Ministre auprès du Premier ministre, chargé de l’Agence d’indemnisation des dommages nucléaires et du soutien au démantèlement nucléaire Ministre chargé de la Compétitivité industrielle Ministre chargé de la Coopération économique avec la Russie Ministre chargé de la Réponse à l’impact économique de l’accident nucléaire                                                                                       |           |           | Kōichi Hagiuda                          | PLD     |
| Ministre du Territoire, des Infrastructures, des Transports et du Tourisme Ministre chargé de la Politique du cycle hydrologique |           |           | Tetsuo Saitō                            | Kōmeitō |
| Ministre de l'Environnement Ministre auprès du Premier ministre, chargé de la Prévention des risques nucléaires |           |           | Tsuyoshi Yamaguchi                      | PLD     |
| Ministre de la Défense |           |           | Nobuo Kishi                             | PLD     |
| Secrétaire général du Cabinet Ministre chargé de l’Allègement du dispositif militaire à Okinawa Ministre chargé de la Question des enlevés |           |           | Hirokazu Matsuno                        | PLD     |
| Ministre de la Réforme numérique Ministre auprès du Premier ministre, chargée de la Réforme réglementaire Ministre chargée de la Revitalisation du gouvernement |           |           | Karen Makishima                         | PLD     |
| Ministre de la Reconstruction Ministre auprès du Premier ministre, chargé d'Okinawa et des Territoires du Nord Ministre chargé de la Coordination générale des mesures de réhabilitation consécutives à l’accident nucléaire de Fukushima |           |           | Kosaburo Nishime                        | PLD     |
| Président de la Commission nationale de sécurité publique Ministre auprès du Premier ministre, chargé de la Prévention des catastrophes Ministre auprès du Premier ministre, chargé de la Politique océanique Ministre chargé chargé de la Consolidation des infrastructures nationales Ministre chargé des Questions territoriales Ministre chargé du Système de service civique national                                                                                    |           |           | Satoshi Ninoyu                          | PLD     |
| Ministre auprès du Premier ministre, chargée des Mesures contre le déclin démographique et de la Revitalisation de l'économie régionale Ministre auprès du Premier ministre, chargée des Mesures contre la dénatalité Ministre auprès du Premier ministre, chargée de l'Égalité des sexes Ministre chargée de la Promotion de la place des femmes dans la société Ministre chargée des Politiques de l'enfance Ministre chargée des Mesures contre la solitude et l'isolement |           |           | Seiko Noda                              | PLD     |
| Ministre auprès du Premier ministre, chargé de la Politique économique et fiscale Ministre chargé de la Revitalisation économique Ministre chargé du « Néocapitalisme » Ministre chargé des Nouvelles mesures pour la Gestion de la crise sanitaire Ministre chargé de la Réforme de la Sécurité sociale pour toutes les générations |           |           | Daishirō Yamagiwa                       | PLD     |
| Ministre auprès du Premier ministre, chargé de la Politique scientifique et technologique Ministre auprès du Premier ministre, chargé de la Politique spatiale Ministre chargé de la Sécurité économique |           |           | Takayuki Kobayashi                      | PLD     |
| Ministre spéciale pour les Jeux olympiques et paralympiques de Tokyo Ministre spéciale chargée de la vaccination contre le Covid-19 |           |           | Noriko Horiuchi                         | PLD     |
| Ministre auprès du Premier ministre, chargé de la Consommation et de la Sécurité alimentaire Ministre auprès du Premier ministre, chargé de la Stratégie Cool Japan Ministre auprès du Premier ministre, chargé de la Stratégie pour la propriété intellectuelle Ministre chargé de l'Exposition universelle d'Osaka Ministre chargé de la Cohésion sociale Ministre chargé de la Méthode de création « Ville - Personne - Emploi »                                           |           |           | Kenji Wakamiya                          | PLD     |